# Ammoxenulus pavlovskii
Ammoxenulus pavlovskii är en insektsart som beskrevs av Bei-bienko 1951. Ammoxenulus pavlovskii ingår i släktet Ammoxenulus och familjen vårtbitare. Inga underarter finns listade i Catalogue of Life.